# Božični otok
Božični otok (angleško: Christmas Island, lokalno imenovan tudi Kiritimati) je avstralski teritorij v Indijskem oceanu. Nahaja se 2600 km severozahodno od zahodnoavstralskega mesta Perth, 360 km južno od indonezijskega glavnega mesta Džakarta in 975 km od Kokosovih otokov. 
V letu 2016 je imel 1.843 prebivalcev, ki živijo predvsem na severnem delu otoka, v naseljih Flying Fish Cove (tudi Kampong), Silver City, Poon Saan in Drumsite.
Otok ima zaradi geografske izolacije in minimalne prisotnosti ljudi veliko stopnjo endemizma tako v flori kot v favni. Zato so otoki tudi tako zanimivi za biologe. Skoraj dve tretjini celotne površine otoka zavzema narodni park, ki je znan po svojih monsunskih pragozdovih.
Na otoku že dalj časa pridobivajo fosfate, ki so nastali z odlaganjem mrtvih morskih organizmov (ne gvano, kot je razširjena zmotna predstava).